# سوفیا هلین
سوفیا هلین (سوئدی: Sofia Helin؛ زادهٔ ۲۵ آوریل ۱۹۷۲) یک هنرپیشه اهل سوئد است.
از فیلم‌ها یا سریال‌های تلویزیونی که وی در آن نقش داشته است، می‌توان به پل، دزدها و متروپیا اشاره کرد.